# Từ Lân
Từ Lân (tiếng Trung giản thể: 徐麟; bính âm Hán ngữ: Xú Lín; sinh tháng 6 năm 1963, người Hán) là chính trị gia nước Cộng hòa Nhân dân Trung Hoa. Ông là Ủy viên Ủy ban Trung ương Đảng Cộng sản Trung Quốc khóa XX, khóa XIX, hiện là Bí thư Tỉnh ủy Quý Châu. Ông từng là Phó Bộ trưởng Bộ Tuyên truyền Trung ương Đảng, giữ các chức vụ cấp bộ trưởng ở trung ương như Cục trưởng Tổng cục Phát thanh Truyền hình Quốc gia, Chủ nhiệm Văn phòng Thông tin Quốc vụ viện, Chủ nhiệm Văn phòng Thông tin không gian mạng Quốc gia, Văn phòng Ủy ban Thông tin và An toàn mạng Trung ương; bên cạnh đó là chức vụ lãnh đạo Thượng hải như Thường vụ Thành ủy Thượng Hải, Bộ trưởng Bộ Tuyên truyền, Bí thư Khu ủy Tân khu Phố Đông.
Từ Lân là Đảng viên Đảng Cộng sản Trung Quốc, học vị Cử nhân Sư phạm, Thạc sĩ Quản lý công thương. Ông là chính trị gia có sự nghiệp xuất phát lẫn thời gian dài ở quê nhà Thượng Hải trước khi được điều tới các cơ quan khác.

## Xuất thân và giáo dục
Từ Lân sinh tháng 6 năm 1963 tại huyện Nam Hối, nay là quận Nam Hối, thành phố Thượng Hải, Cộng hòa Nhân dân Trung Hoa. Ông lớn lên và tốt nghiệp phổ thông ở Nam Hối, sau đó, năm 1978 theo học Đại học Sư phạm Thượng Hải, tốt nghiệp Cử nhân Sư phạm năm 1982. Tháng 9 cùng năm, ông được kết nạp Đảng Cộng sản Trung Quốc, sau đó theo học cao học tại chức ở Sư phạm Thượng Hải, nhận bằng Thạc sĩ chuyên ngành Quản lý công nghiệp và thương mại.

## Sự nghiệp

### Thượng Hải

#### Các giai đoạn
Tháng 10 năm 1982, sau khi tốt nghiệp đại học, Từ Lân bắt đầu sự nghiệp của mình ở quê nhà Nam Hối với vị trí là Bí thư Đoàn trường Trung học Chu Phổ (周浦中学, nay là Trung học Chu Phổ trực thuộc Đại học Sư phạm Hoa Đông), khi 19 tuổi. Ông theo công tác Đoàn Thanh niên Cộng sản Trung Quốc suốt thập niên 80, lần lượt là Bí thư Đoàn trường, điều lên huyện làm Phó Bí thư Huyện đoàn rồi Bí thư Huyện đoàn Nam Hối. Năm 1988, ông được phân công làm Bí thư Đảng ủy hương Tam Đôn (三墩乡, nay là trấn Tam Đôn). Tháng 6 năm 1990, ông được bổ nhiệm làm Chủ nhiệm Văn phòng nghiên cứu chính sách Huyện ủy Nam Hối, sau đó được bầu vào Thường vụ Huyện ủy, Phó Huyện trưởng. Tháng 3 năm 1995, ông được điều tới quận Gia Định, nhậm chức Phó Bí thư Quận ủy Gia Định. Cũng trong giai đoạn này, tròn ba năm từ tháng 5 năm 1995 đến tháng 8 năm 1998, ông được cử tham gia hoạt động theo chính sách ở Tây Tạng, kiêm nhiệm làm Phó Bí thư Địa ủy Nhật Khách Tắc giáp ranh Nepal, Tổ tưởng Tổ hỗ trợ công tác thứ Nhất của Thượng Hải tại Tây Tạng. Tháng 7 năm 1998, Từ Lân được điều tới doanh nghiệp nhà nước là Tổng công ty Nông nghiệp, Công nghiệp và Thương mại Thượng Hải, nhậm chức Phó Bí thư Đảng ủy, Tổng Giám đốc rồi trở thành Bí thư Đảng ủy, Chủ tịch Tập đoàn Nông Công Thương. Tháng 3 năm 2003, ông được điều trở lại cơ quan nhà nước, nhậm chức Bí thư Đảng ủy, Cục trưởng Cục Dân chính Thượng Hải rồi Bí thư Đảng tổ, Chủ nhiệm Ủy ban Nông nghiệp Thượng Hải.

#### Lãnh đạo thành phố
Tháng 5 năm 2007, tại Đại hội Đảng bộ thành phố Thượng Hải, Từ Lân được bầu làm Thường vụ Thành ủy, cấp phó tỉnh, bộ, rồi sau đó được phân công làm Bí thư Khu ủy Tân khu Phố Đông, Thượng Hải. Ông lãnh đạo tân khu trung tâm cấp phó tỉnh Phố Đông trong năm năm cho đến 2013. Tháng 5 năm 2013, ông được phân công làm Bộ trưởng Bộ Tuyên truyền Thành ủy Thượng Hải. Tính đến năm 2015, ông có hơn 30 sự nghiệp công tác ở quê nhà Thượng Hải trước khi bước sang giai đoạn mới.

### Cơ quan Trung ương
Tháng 6 năm 2015, Từ Lân được điều về trung ương, nhậm chức Phó Chủ nhiệm Văn phòng Ủy ban Thông tin và An toàn mạng Trung ương Trung Quốc, Phó Chủ nhiệm Văn phòng Thông tin không gian mạng Quốc gia. Sau đó một năm, ông được bổ nhiệm làm Chủ nhiệm Văn phòng Tiểu tổ Lãnh đạo Ủy ban Thông tin và An toàn mạng, Phó Bộ trưởng Bộ Tuyên truyền Trung ương, Chủ nhiệm Văn phòng Thông tin không gian mạng, cấp chính bộ, tỉnh. Tháng 10 năm 2017, ông tham gia đại hội đại biểu toàn quốc, được bầu làm Ủy viên Ủy ban Trung ương Đảng Cộng sản Trung Quốc khóa XIX tại Đại hội Đảng Cộng sản Trung Quốc lần thứ XIX. Ông là Chủ nhiệm Văn phòng Ủy ban Thông tin và An toàn mạng giai đoạn tháng 4–7 năm 2018, rồi được Tổng lý Lý Khắc Cường bổ nhiệm làm Chủ nhiệm Văn phòng Thông tin Quốc vụ viện vào ngày 21 tháng 8 năm 2018. Ngày 8 tháng 6 năm 2022, Ủy ban Trung ương Đảng và Quốc vụ viện quyết định bổ nhiệm ông làm Bí thư Đảng tổ, Cục trưởng Tổng cục Quảng bá Phát thanh Truyền hình Quốc gia Trung Quốc.

### Quý Châu
Cuối năm 2022, Từ Lân tham gia Đại hội Đảng Cộng sản Trung Quốc lần thứ XX từ đoàn đại biểu khối cơ quan trung ương Đảng và Nhà nước. Trong quá trình bầu cử tại đại hội, ông tái đắc cử là Ủy viên Ủy ban Trung ương Đảng Cộng sản Trung uốc khóa XX. Đến ngày 9 tháng 12, ông được điều về Quý Châu, nhậm chức Bí thư Tỉnh ủy Quý Châu, lãnh đạo toàn diện tỉnh.